# Symieon Biekbułatowicz
Symieon Biekbułatowicz (urodzony jako Sain-Bulat; ur. w I połowie XVI wieku, zm. 26 grudnia 1615?/5 stycznia 1616 w Moskwie) – formalny wielki książę moskiewski w latach 1575–76 u boku Iwana IV Groźnego, chan kasymski (jako Sain Bulat ibn Beg Bulat) od 1567, książę twerski od 1576 do 1585 roku.

## Życiorys
Był synem Biek-Bułat sultana, prawnukiem chana Wielkiej Ordy Ahmed-chana, a także bezpośrednim potomkiem Czyngis-chana. W 1573 roku przyjął chrzest i imię Symeon. Jesienią 1575 roku Iwan IV przekazał mu władzę, gdy udał się do Polski ubiegać się o koronę po ucieczce Henryka Walezego. Niestabilność psychiczna Iwana powodowała już wcześniej, że groził abdykacją lub wstąpieniem do klasztoru (m.in. w 1564). Dotychczasowy car do siebie kazał się zwracać jako do kniazia Iwana moskiewskiego, ale w nadaną sobie część księstwa włączył Moskwę, Psków, Rostów, Dmitrow, Staricę, Rżew i Zubcow. Iwan mieszkał też wciąż w Moskwie i kontrolował królewskie regalia. Formalnie też zwrócił się do Symieona o zgodę na konfiskatę majątków nieprzychylnych mu bojarów. W tym okresie w otoczeniu Iwana IV pojawiły się nowe postaci: Dymitr i Borys Godunow, Bogdan Bielski, Atanazy Nagoj i jego brat. W trakcie panowania Symieon brał udział w wojnach inflanckich, a także poślubił Anastazję mścisławską, praprawnuczkę Iwana III Srogiego. Symieon Biekbułatowicz został odsunięty od władzy w po jedenastu miesiącach, ale w zamian otrzymał tytuł wielkiego księcia twerskiego oraz Torżek we władanie.
Fiodor I pozbawił go władzy w tych miejscach w 1585 i włączył je bezpośrednio pod swoją władzę. W 1595 roku oślepł, winą za to obarczył hiszpańskie wino, przysłane przez Borysa Godunowa. Gdy ten rok później został carem, zmusił poddanych do uznania, że Symieon nie jest carem. 3 kwietnia 1606 roku Dymitr Samozwaniec I zmusił go do wstąpienia do monasteru Świętego Cyryla Biełozierskiego, gdzie przyjął imię zakonne Stefan. Kolejny car Wasyl IV Szujski przeniósł go do monasteru Sołowieckiego. W 1612 książę Pożarski za radą Soboru Ziemskiego przeniósł go z powrotem do pierwszego monastyru. Car Michał I Romanow pozwolił mu wrócić do Moskwy do Monasteru Simonowskiego. Zmarł w 1616 roku. Pochowano go w tymże monastyrze obok żony, która także została mniszką i zmarła w 1607 roku.